# Исакадзе, Лиана Александровна
Лиа́на Алекса́ндровна Исака́дзе (груз. ლიანა ალექსანდრეს ასული ისაკაძე; 2 августа 1946, Тбилиси, Грузинская ССР, СССР — 5 июля 2024, Тбилиси) — советская, грузинская скрипачка, дирижёр, педагог. Народная артистка СССР (1988). Лауреат Государственных премий Грузии (1979, 1983, 2002).

## Биография
Родилась в Тбилиси 2 августа 1946 года.
Первоначальное музыкальное образование получила в Центральной музыкальной школе в Тбилиси. Училась у Лео Шиукашвили, которому, по её собственному признанию, принадлежат важнейшие заслуги в её формировании; по воспоминаниям Т. Амирэджиби, «это была гениальная девочка, которая стала великим музыкантом».
В 9 лет выступила с симфоническим оркестром, а в 10 лет состоялся её первый сольный концерт. В 12 лет ей присвоили I премию на Закавказском конкурсе скрипачей. В возрасте 14-ти лет стала лауреатом Всесоюзного конкурса музыкантов-исполнителей (вторая премия, Москва, 1961).
В 1968 году окончила Московскую консерваторию по классу скрипки у Д. Ойстраха, в 1970 — аспирантуру под его же руководством.
В период учёбы участвовала в международных конкурсах, в том числе Международном конкурсe имени М. Лонг и Ж. Тибо (первая премия, Париж, 1965), Международном конкурсe скрипачей им. Я. Сибелиуса (первая премия, Хельсинки, 1970), а также IV Международном конкурсе им. П. И. Чайковского (третья премия, Москва, 1970).
С 1970 по 1994 год — солистка Московской филармонии.
С 1964 по 1981 год играла на скрипке А. Страдивари, которая была предоставлена ей в виде исключения Московской государственной коллекцией музыкальных инструментов. С середины 1990-х годов играла на скрипке А. Гварнери работы 1678 года (инструмент предоставлен немецким меценатом).
В 1981 году одновременно возглавила Камерный оркестр Грузии, которым руководила на протяжении 15 лет (художественный руководитель и главный дирижёр). В 1990 году, в связи с бедственным положением грузинской экономики, коллектив переехал в Германию, в город Ингольштадт.
В 1992 году в Ингольштадте основала Академию струнных инструментов имени Д. Ойстраха.
Владела обширным репертуаром: скрипичные концерты Л. Бетховена, А. Вивальди, Ф. Мендельсона, Я. Сибелиуса, А. Шёнберга, С. Прокофьева, Д. Шостаковича, Э. Шоссона, О. Тактакишвили; сонаты И. Брамса, Э. Грига, Э. Изаи; сочинения Н. Паганини, Ф. Шуберта, Г. Венявского, Г. Форе, П. Сарасате, К. Сен-Санса, К. Дебюсси, Ф. Крейслера, П. И. Чайковского, Р.Глиэра, Л. Боккерини, Дж. Гершвина, И. С. Баха, Ф. Хуммеля, Л. Бернстайна и др.
С 1965 года гастролировала за рубежом как солистка, дирижёр, в составе камерных ансамблей (Франция, ФРГ, Румыния, Нидерланды, Япония, Мексика, Австрия, Югославия, Куба, Финляндия, Швеция, Польша, ГДР, Италия, Великобритания). Выступала в крупнейших концертных залах — Карнеги-холл в Нью-Йорке (1995), Ла Скала в Милане (1996), Концертгебау в Амстердаме (1996—1997), в зале Плейель в Париже (1996), с Московским государственным симфоническим оркестром (1997—1998), в Мюнхене (1996—1997), с симфоническим оркестром Токио Сити (2001), Академическим симфоническим оркестром Санкт-Петербургской филармонии; участвовала в международных музыкальных фестивалях в Локарно с Бельгийским Королевским симфоническим оркестром (1997), Страсбурге, Хельсинки (1997), в фестивалях П. Казальса в Каннах (1997) и И. Погорелича (1997), «Музыканты шутят» (Москва), «Ночные серенады» (Пицунда), в Фестивале искусств в Грузии (Боржоми), Камерном музыкальном фестивале (Айхштет) и других.
Дирижировала многими камерными оркестрами Европы (Австрия, Финляндия, Италия, Германия, Швеция, Словакия, Швейцария, Франция, Испания), а также симфоническим оркестром Мальмё, симфоническим оркестром Стокгольмской филармонии (оба Швеция), Берлинским филармоническим оркестром, Пражским филармоническим оркестром, оркестром города Рима, Молодёжным евро-классическим оркестром (Германия).
Имела множество записей на телевидении, радио и на компакт-дисках.
В 1998 году возглавляла жюри конкурса скрипачей XI Международного конкурса им. П. И. Чайковского в Москве, в 2003 году провела в Санкт-Петербурге международный конкурс скрипачей, в жюри которого вошли Виктор Пикайзен, Захар Брон, Григорий Жислин и другие мастера.
Проводила мастер-классы в Зальцбурге (Моцартеум), Вене, Шлернфестивале (Италия).
В 2009 году по приглашению Министерства иностранных дел Германии сформировала «Камерный оркестр» из молодых музыкантов юго-восточной Европы.
Являлась почётным руководителем Музыкальной академии Г. Исакадзе-Шпильман (Германия), почётным профессором Казахской национальной консерватории им. Курмангазы (Алматы, Казахстан).
Немецкая студия ZDF выпустила фильм «Портрет Лианы Исакадзе» (1990). В Тбилиси у концертного зала филармонии была открыта «звезда» Лианы Исакадзе.
4 октября 2015 года выступила с концертом памяти своего учителя Давида Ойстраха из сочинений С. Прокофьева и К. Сен-Санса в Московской консерватории им. П. И. Чайковского.
Партию фортепиано в её концертах последних лет исполняла лауреат международных конкурсов Катя Сканави.
Народный депутат СССР (1989—1991).
С начала 1990-х годов жила в Германии и Франции (Париж и Грас).
Умерла 5 июля 2024 года в возрасте 77 лет.

### Влияние
О сильном влиянии личности и творчества скрипачки на своё музыкальное становление признавалась оперная певица, народная артистка России Хибла Герзмава.

### Семья
- Муж — Тамаз Михайлович Чачава, поэт, эссеист, литературный критик.
- Брат — Эльдар Исакадзе, виолончелист. Народный артист Грузинской ССР. Его дочь — пианистка Ирма Исакадзе.

## Награды и звания
- Лауреат Всесоюзного конкурса музыкантов-исполнителей в Москве (1961, 2-я премия)
- Лауреат Международного конкурса пианистов и скрипачей им. М. Лонг -Ж. Тибо в Париже (1965, 1-я премия)
- Лауреат Международного конкурса скрипачей им. Я. Сибелиуса в Хельсинки (1970, 1-я премия)
- Лауреат IV Международного конкурса им. П. И. Чайковского в Москве (1970, 3-я премия)
- Заслуженная артистка Грузинской ССР (1970)[12].
- Народная артистка Грузинской ССР (1974)
- Народная артистка СССР (1988)[13]
- Государственная премия Грузинской ССР им. З. Палиашвили (1979)
- Государственная премия Грузинской ССР им. Ш. Руставели (1983)
- Государственная премия Грузии (2002)[14]
- Орден «Знак Почёта» (1971)
- Два ордена Чести (Грузия) (1998, 2002)[15]
- Медаль «2000 Выдающихсся Музыкантов 20-го века» (Кембридж, Англия, 2002)
- Медаль мэрии Парижа (2005)[16]
- Почётный гражданин Грузии (2016).